# هيليكاز دانا بي
هيليكاز دانا بي(بالإنجليزية: dnaB helicase)‏ هو أحد أهم أنواع الإنزيمات التي لها دور هام وحيوي في عمليات تحليل الدنا وإصلاحه.
الهيليكاز دانا بي هو انزيم يتواجد في البكتيريا ويقوم بعملية تنسخ الحمض النووي الريبي منقوص الأكسجين المتماثل خلال عملية تكرار الحمض النووي.

## عملية التفاعل
يقوم إنزيم الهيليكاز بفصل روابط الهيدروجين بين سلسلتين في الدنا. يقوم تركيبها الشبيه بشكل الدونات بالالتفاف حول الدنا وفصل سلاسل قبل تركيب الدنا. وبحل الهيليكاز للولب المزدوج يتسبب في أن يشكل اللولب حَلزَنات فائقة في مناطق أخرى من الدنا. يقوم المعقد ذا الكروموسومات المصغرة المحافِظة من 2-7 (the Mcm2-7 complex) في حقيقيات النوى بدور الهيليكاز ، بالرغم من أن المكونات الفرعية اللازمة لنشاط الهيليكاز ليست واضحة تماماً. وينتقل هذا الهيليكاز في نفس اتجاه بوليمريز الدنا ( من 3-5 بحسب قالب السلسلة ). أما في أنظمة بدائيات النوى يتم التعرف على الهليكازات بشكل أفضل الشاملة للدنا بي dnaB الذي يتحرك من 5 إلى 3 على السلسلة المقابلة ل بوليمريز الدنا.

## وصلات إضافية
- DnaB+Helicases في المكتبة الوطنية الأمريكية للطب نظام فهرسة المواضيع الطبية (MeSH).